# Mleeta museum
Mleeta museum, officiellt Tourist Landmark of the Resistance, är ett krigsmuseum i södra Libanon som grundades av Hizbollah år 2010 till minne av Israels tillbakadragande från området tio år tidigare.
Museet, som kostade mer än 40 miljoner kronor att bygga, ligger i närheten av en av Hizbollas tidigare kommandoposter. Bland utställningsföremålen kan nämnas erövrade israelska stridsvagnar och vapen samt dioramor och skalmodeller av Hizbollas gömställen  under kriget. Besöket inleds vanligen med en kort propagandafilm om Israels ockupation av Libanon och Hizbollas motstånd och besökarna kan utforska tunnelsystemet, bunkrarna och utsiktsposterna på området och provskjuta Hizbollas vapen.

## Bilder

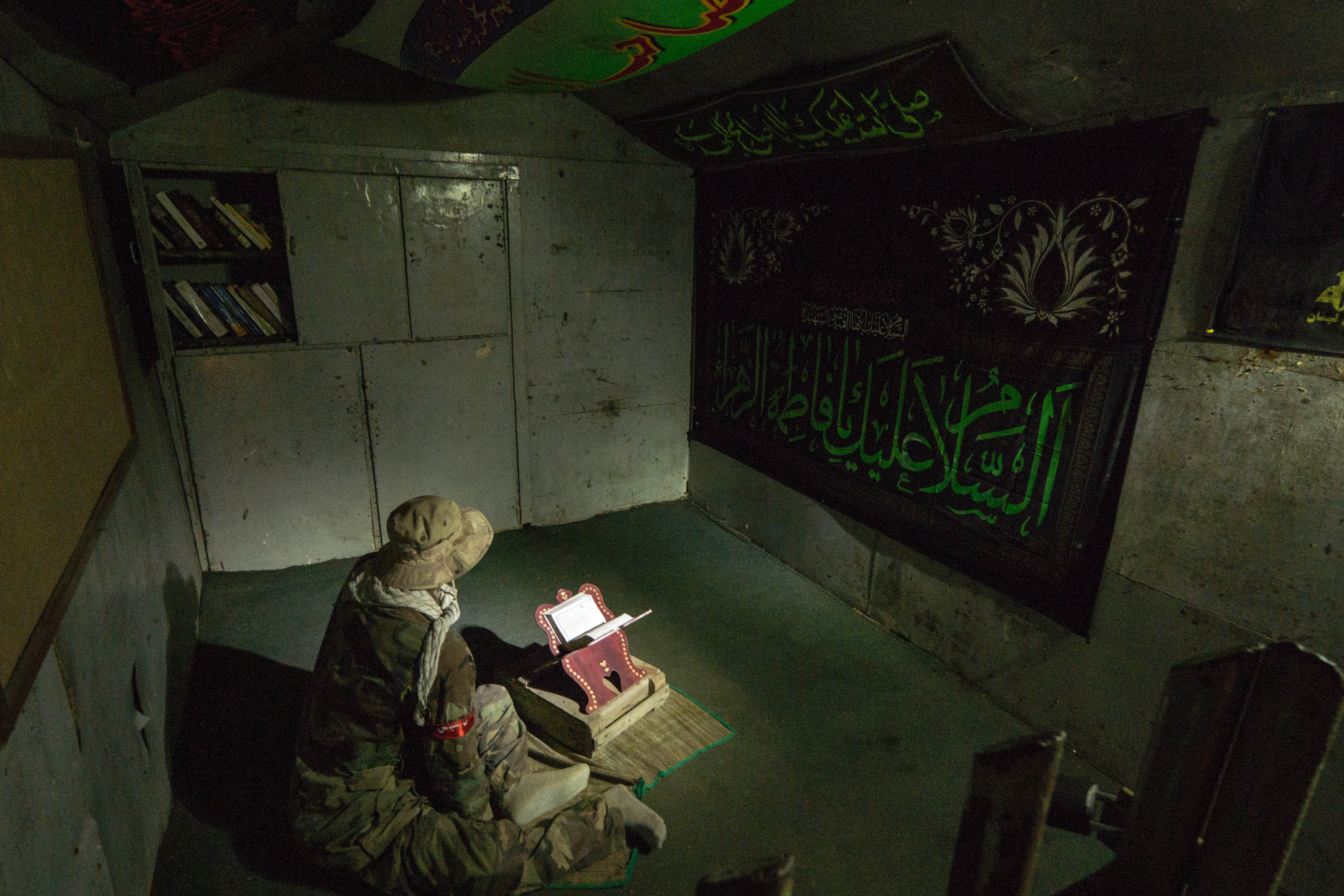
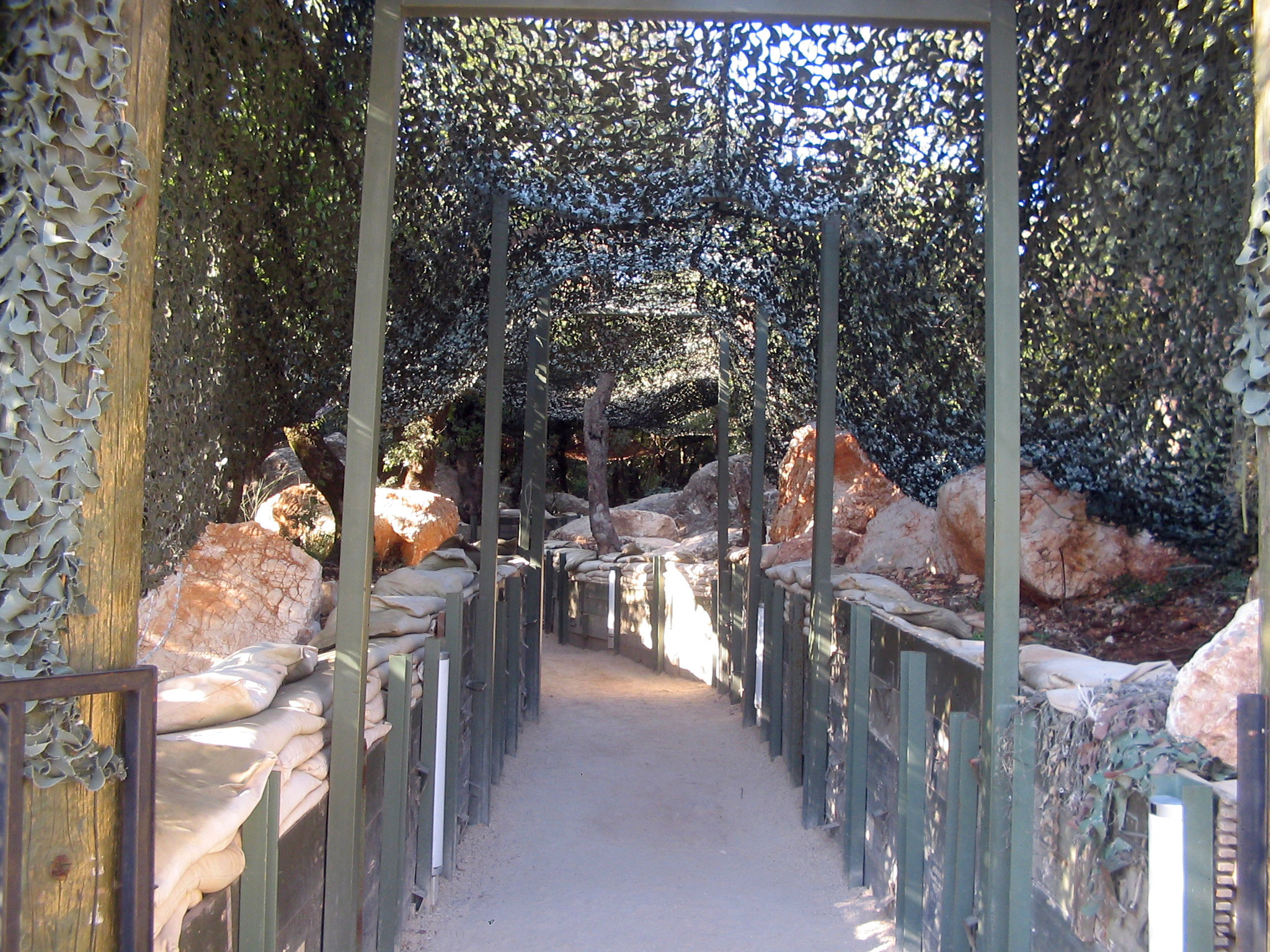
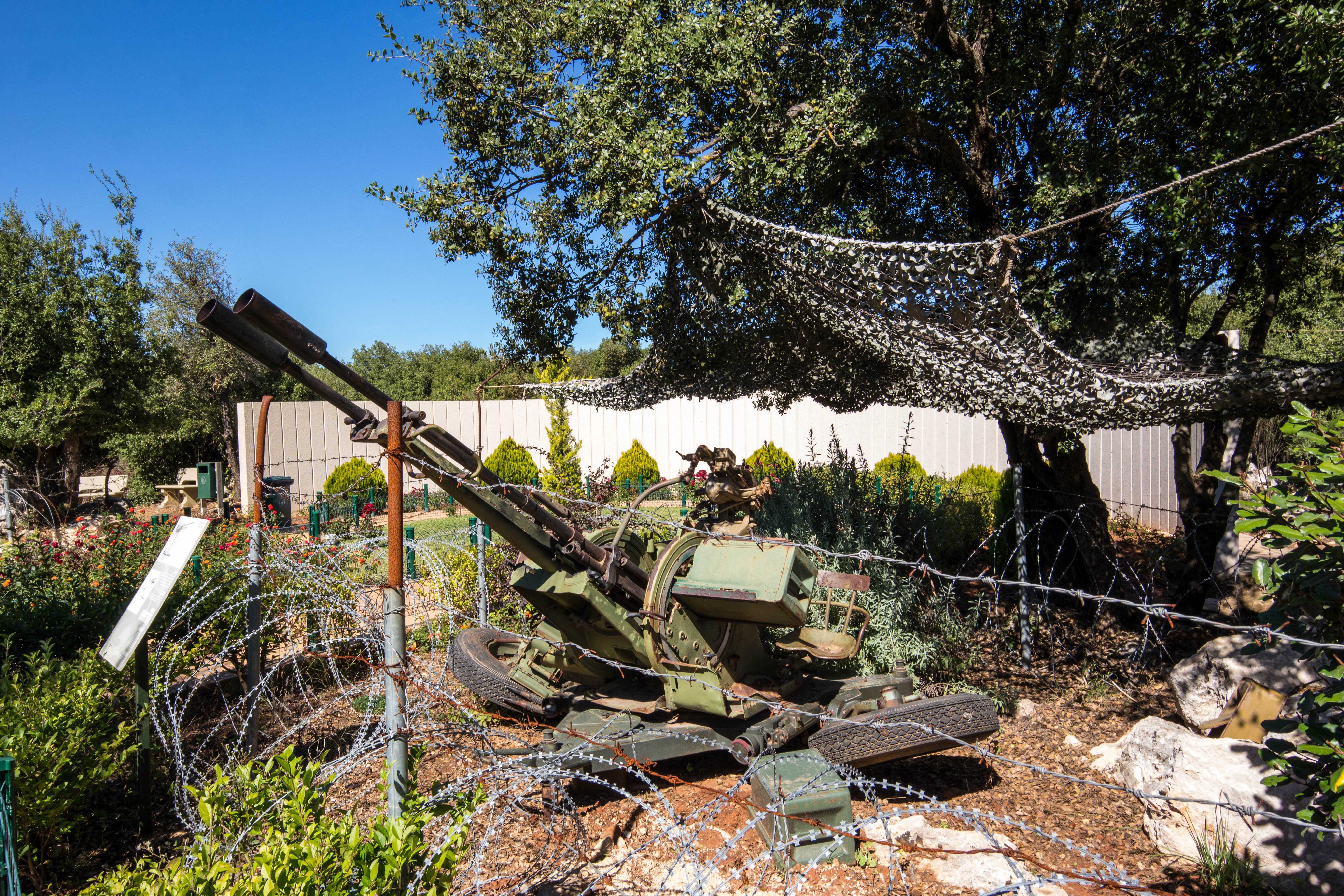